# Louis d'Astarac de Fontrailles
 (octobre 2010).
Si vous disposez d'ouvrages ou d'articles de référence ou si vous connaissez des sites web de qualité traitant du thème abordé ici, merci de compléter l'article en donnant les références utiles à sa vérifiabilité et en les liant à la section « Notes et références ».
Louis d'Astarac, marquis de Marestaing, vicomte de Fontrailles et de Cogotois, né vers 1605 en Gascogne et mort en 1677 à Paris, est un aristocrate, conspirateur, frondeur et mémorialiste français du XVIIe siècle.

## Biographie

### Origines
Il naît au début du XVIIe siècle, en Gascogne, au sein d'une ancienne et illustre famille du pays, la maison d'Astarac. Il est le fils de Benjamin d'Astarac, baron de Marestang et de Fontrailles, et de Marguerite de Montesquiou. Ses parents sont tous deux protestants, mais ils se convertissent en 1618 au catholicisme et Louis les imite. 
Le jeune homme sert avec distinction les armées du roi en Flandre, en Catalogne et en Italie et hérite de son père la charge de grand-sénéchal d'Armagnac.
Tallemant des Réaux le décrit comme un homme de qualité qui était « bossu devant et derrière et fort laid de visage, mais qui n'a pas la mine d'un sot ». Loménie de Brienne abonde : selon lui, Fontrailles était « était petit, laid, bossu, mais plein de feu, de courage et d'esprit ». Quoi qu'il en soit cette bosse lui vaudra d'amères moqueries de la part de ses ennemis et notamment du cardinal de Richelieu. Celui-ci aurait en effet dit un jour à Fontrailles, alors qu'il recevait un diplomate quelconque : « Rangez-vous Monsieur de Fontrailles, ne vous montrez point, cet ambassadeur n'aime pas les monstres ! ». Cet incident serait, entre autres, à l'origine de la haine de Fontrailles pour le ministre.
Ami du cardinal de Retz, il correspond très tôt avec lui, et Retz écrira beaucoup à son sujet dans ses propres mémoires.

### Le conspirateur
En 1636, lors du siège de Corbie, Fontrailles participe avec Gaston d'Orléans, le comte de Soissons, le comte de Montrésor, Henry de Pérusse des Cars, seigneur de Saint-Ybard, et François de Baradas au complot visant à arrêter Richelieu au camp d'Amiens. Le duc d’Orléans doit simplement cligner de l’œil pour donner le signal à ses complices, mais il se dérobe au dernier moment et la conspiration échoue.
En 1642, c'est toujours le duc d'Orléans qui le charge de négocier avec le comte-duc d'Olivares les moyens de seconder la conspiration de Cinq-Mars contre le cardinal de Richelieu. Fontrailles conclut ainsi le traité secret par lequel l'Espagne devait fournir des troupes et de l'argent. Mais la conspiration est découverte et Fontrailles doit fuir en Angleterre ; il n'en revient qu'après la mort du cardinal en 1643, et se précipite dans la cabale des Importants visant à écarter du pouvoir le successeur de Richelieu, le cardinal de Mazarin. 
En 1647 il correspond avec le comte de Chavigny, qui intriguait contre Mazarin, mais en des termes « assez équivoques [...] dans l'assurance que par là il ne se brouillait point avec Chavigny. »[réf. incomplète]. Malgré les précautions prises, Fontrailles est embastillé la même année[réf. incomplète]. 
Il prendra également part à la Fronde avant de finalement rejoindre le camp de la régente, mais le jeune Louis XIV ne lui pardonnera jamais ses intrigues. 
En disgrâce, il est exilé dans ses terres et compose ses mémoires, dans lesquelles il revient notamment sur son rôle dans le complot de Cinq-Mars. De retour à Paris, il rédige son testament en faveur de son petit-neveu Jean-Paul de Rochechouart de Barbazan, et s'y éteint le 16 juillet 1677, laissant le souvenir d'un homme d'esprit, « mais d'un caractère inquiet, remuant et plein de bizarrerie ».

## Publications
On a de lui :
- Relation des choses particulières de la cour pendant la faveur de M. de Cinq-Mars (dans les Mémoires de Montrésor et la collection Petitot) ;
- des Lettres, restées manuscrites.